# Sterculia setigera
Sterculia setigera är en malvaväxtart som beskrevs av Alire Raffeneau Delile. Sterculia setigera ingår i släktet Sterculia och familjen malvaväxter. Inga underarter finns listade i Catalogue of Life.

## Bildgalleri

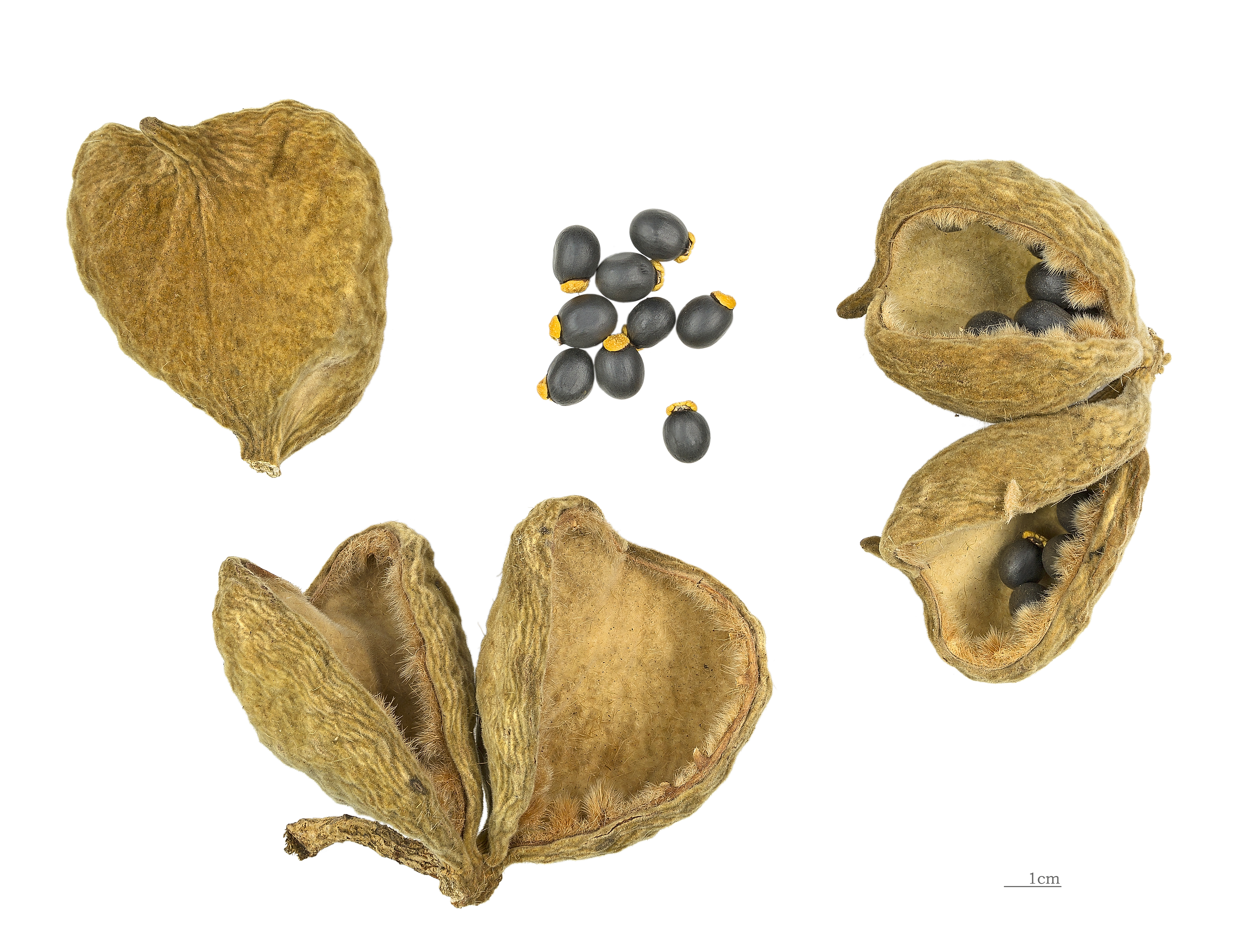